# Anomalía gravitatoria

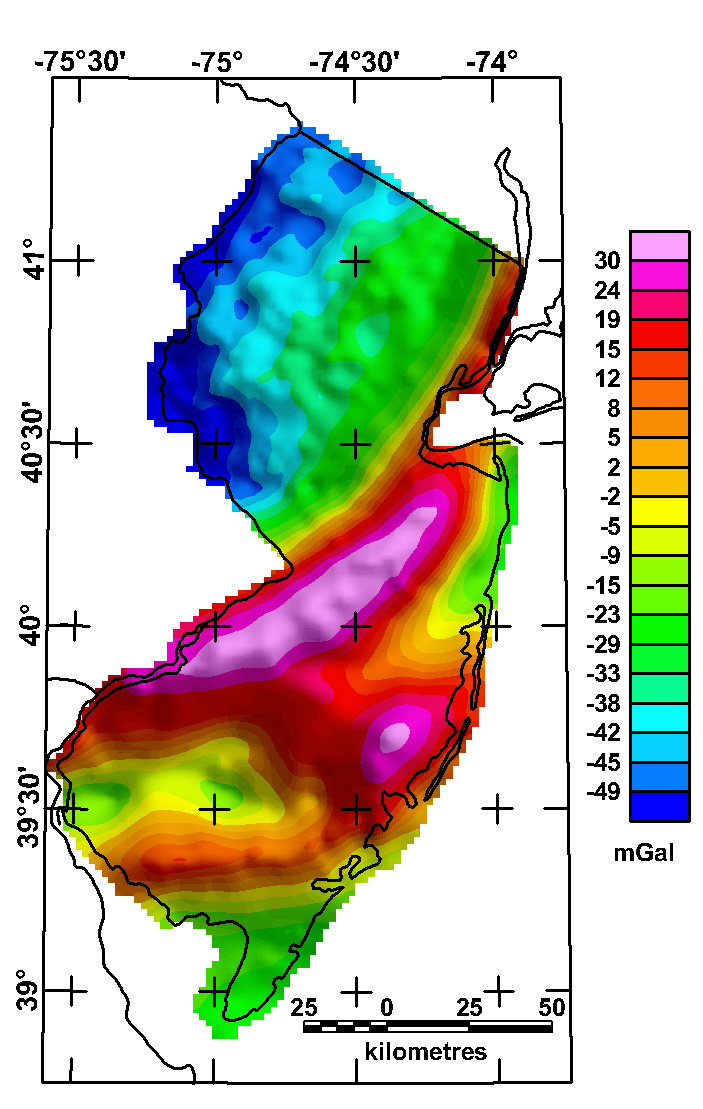
La anomalía gravitatoria

Se define como anomalía gravitatoria a la diferencia entre el valor de gravedad observado (gobs) en un determinado lugar de un planeta —generalmente un punto en su superficie— y la gravedad teórica (γ), obtenida de un modelo que contempla las dimensiones, masa y rotación del planeta: {\displaystyle \Delta g=g_{\text{obs}}-\gamma }. Una anomalía positiva de gravedad indica la presencia de un cuerpo con exceso de masa respecto a la masa del modelo de referencia. Mediante el modelado numérico del campo gravitatorio es posible determinar la estructura interna de los planetas.
La anomalía gravitatoria es medida a través de medidas in situ o bien mediante satélite. Suele presentarse en forma de mapas y es expresada habitualmente en unidades de miligal (1 mGal = 10–5 m/s2). Además se le suelen aplicar ciertas correcciones como la de Airy y Bouguer que facilitan la interpretación de los datos.

## Clases de anomalías

### Anomalía gravitatoria observada
La medida, generalmente sobre la superficie de la Tierra, en relación con un valor de referencia.

### Anomalía de aire libre
Corresponde a la diferencia entre el valor de gravedad observado y el valor de gravedad teórico corregido por la altura del valor medido de g respecto a una superficie de referencia (que puede ser el geoide) mediante la aplicación de una corrección del gradiente de gravedad normal (corrección de aire libre). La aproximación de primer orden se expresa como
{\displaystyle \Delta g_{AL}=g_{\text{obs}}+0,3086h-g_{\text{teo}}}
donde 0,3086 es el gradiente de gravedad normal expresado en mGal/m y h es la cota del punto donde se realizó la observación de la gravedad en metros.

### Anomalía deBouguer
Esta anomalía no solo tiene en cuenta la variación de la gravedad con la altura, como la de aire libre, sino que también tiene en cuenta las masas presentes entre el punto de observación y la superficie de referencia (geoide). Al aplicar esta corrección, la anomalía restante es representativa sobre todo de cambios de densidad a nivel cortical y de cambios en el grosor de la corteza terrestre. La anomalía de Bouguer es generalmente negativa en orógenos compresivos como los Pirineos o los Andes debido a que la topografía de estos está isostáticamente compensada por una raíz cortical entre 4 y 8 veces más gruesa. Igual que un iceberg necesita ser más profundo cuanto más hielo sobresale sobre el nivel del mar, el engrosamiento de la corteza compensa la topografía terrestre (isostasia). Este engrosamiento implica un déficit de masa en la base de la corteza, pues esta es menos densa que el manto terrestre.

### Anomalía isostática
Como la de Bouguer, pero sustrayendo además la atracción gravitatoria que produciría un engrosamiento teórico de la corteza terrestre que compense isostáticamente la topografía. La anomalía resultante suele interpretarse como fruto de cambios de densidad a niveles por debajo de la corteza.